# Francisco Beltrán (botánico)
Francisco Beltrán Bigorra (Nules, Provincia de Castellón, 4 de abril de 1886 - 26 de abril de 1962) fue un farmacéutico, micólogo, liquenólogo, botánico taxónomo español, con interés en la familia Plumbaginaceae.
Fue director del Museo Paleontológico de Sevilla, catedrático de Mineralogía y Botánica de la Facultad de Ciencias de la Universidad de Valencia (1914), de cuyo centro fue decano (hasta 1936) y juez depurador del distrito universitario de Valencia (como depurador, tendría amplios poderes, como se lee en la carta del rector Zumalacárregui al director de la Prisión Modelo de Valencia, en la que le señala que dé facilidades al juez depurador, "nombrado por la superioridad para la depuración del personal docente de esta Universidad, a fin de que pueda celebrar unas diligencias de interrogatorio");.
En 1926 fue pensionado para ampliar estudios en París, durante un mes, sobre la Paleontología del Cuaternario.
En 1937 fue sancionado por el gobierno de la República con la separación definitiva del servicio. En 1940, tras el proceso de depuración, fue repuesto en su cargo.
Falleció a consecuencia de un siniestro automovilístico.

## Algunas publicaciones
- 1911. Estudios sobre la vegetación de la Sierra de Espadán: memoria presentada como tesis para aspirar al grado de doctor en Ciencias Naturales. 23 pp.

### Libros
- francisco Beltrán bigorra, eduardo Roselló bru. 1934. Catálogo de la colección conquiológica donada a la ciudad de Valencia por D. Eduardo Roselló Bru. Ed. Tall. Tip. La Gutenberg, 78 pp.
- Antonio Casares gil, francisco Beltrán bigorra, blas Lázaro é ibiza, romualdo González fragoso, gonzalo Fructuoso y tristancho. 1912. Flora briólogica de la Sierra de Guadarrama. Trabajos del Museo de Ciencias Naturales. Ed. Imprenta de Fortanet, 50 pp.

## Eponimia
- Jardín botánico "Francisco Beltrán Bigorra" de Nules